# Liste der Monuments historiques in Lepuix
Die Liste der Monuments historiques in Lepuix führt die Monuments historiques in der französischen Gemeinde Lepuix auf.

## Liste der Objekte
| Bezeichnung                          | Beschreibung                                 | Standort                                    | Kennzeichnung | Schutzstatus | Datum | Bild |
| ------------------------------------ | -------------------------------------------- | ------------------------------------------- | ------------- | ------------ | ----- | ---- |
| Kelch und Patene                     | Silber, vergoldet, 19. Jahrhundert           | in der Kirche Nativité-de-Notre-Dame (Lage) | PM90000293    | Inscrit      | 1998  |      |
| Monstranz                            | Silber, vergoldet, 18. Jahrhundert           | in der Kirche Nativité-de-Notre-Dame (Lage) | PM90000295    | Inscrit      | 1998  |      |
| Monstranz                            | Bronze, Ende des 19. Jahrhunderts            | in der Kirche Nativité-de-Notre-Dame (Lage) | PM90000296    | Inscrit      | 1998  |      |
| Opferstock                           | Holz, Ende des 18. Jahrhunderts              | in der Kirche Nativité-de-Notre-Dame (Lage) | PM90000299    | Inscrit      | 1998  |      |
| Ziborium                             | Silber, vergoldet, Ende des 18. Jahrhunderts | in der Kirche Nativité-de-Notre-Dame (Lage) | PM90000294    | Inscrit      | 1998  |      |
| Skulpturengruppe Heilige drei Könige | Holz, vergoldet, 19. Jahrhundert             | in der Kirche Nativité-de-Notre-Dame (Lage) | PM90000297    | Inscrit      | 1998  |      |
| Skulptur Christus am Kreuz           | Holz, polychrom gefasst, 18. Jahrhundert     | in der Kirche Nativité-de-Notre-Dame (Lage) | PM90000298    | Inscrit      | 1998  |      |
| Beichtstuhl                          | Holz, 18. Jahrhundert                        | in der Kirche Nativité-de-Notre-Dame (Lage) | PM90000300    | Inscrit      | 1998  |      |